# Igreja de Castro de Avelãs
A Igreja de Castro de Avelãs é um pequeno templo cristão na freguesia de Castro de Avelãs, no município de Bragança.
A sua importância advém do reaproveitamento da cabeceira mudéjar  do antigo e monumental mosteiro beneditino de São Salvador construído no século XII ou XIII, e que entrou em ruínas após a sua desactivação no século XVI. Seria, nessa altura, a mais influente comunidade monacal na região de Bragança.
A Igreja de Castro de Avelãs está classificada como Monumento Nacional desde 1910.

## Cabeceira românica mudéjar
A cabeceira apresenta um dos melhores exemplos de arquitetura românica mudéjar em Portugal, só encontrando paralelos em templos leoneses. Subsistem a capela-mor e os dois absidíolos construídos em tijolo.

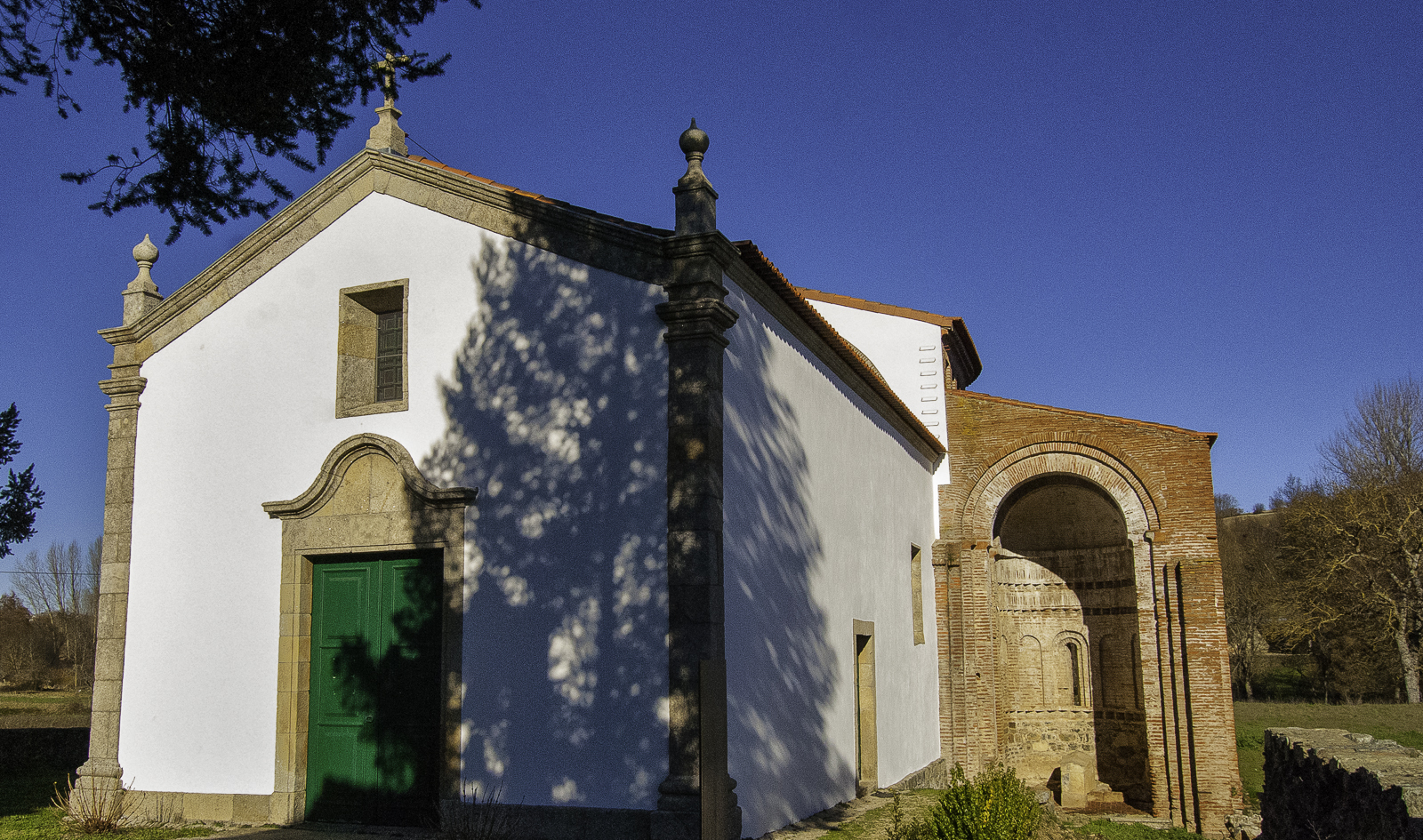
Fachada barroca da igreja
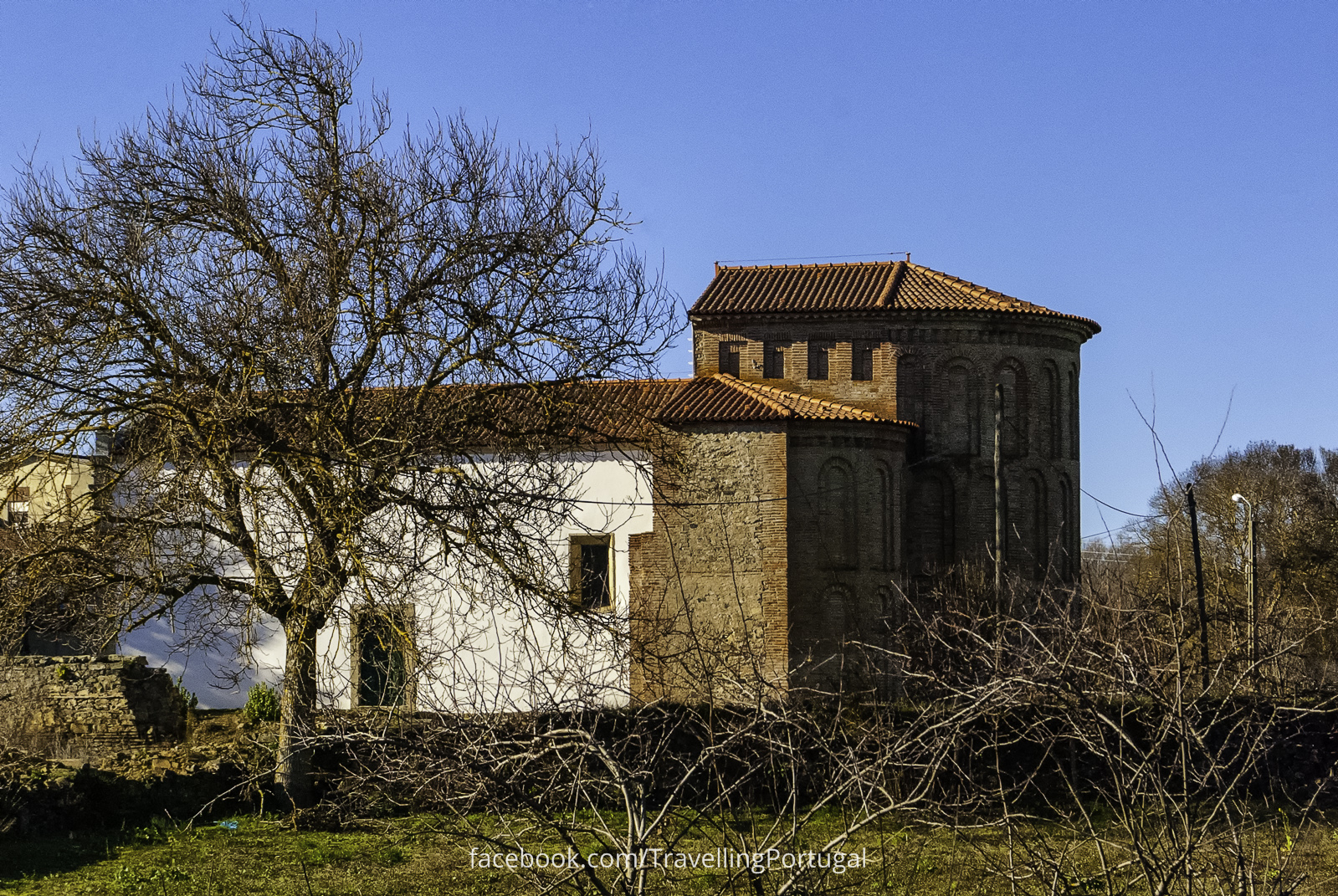
Vista geral
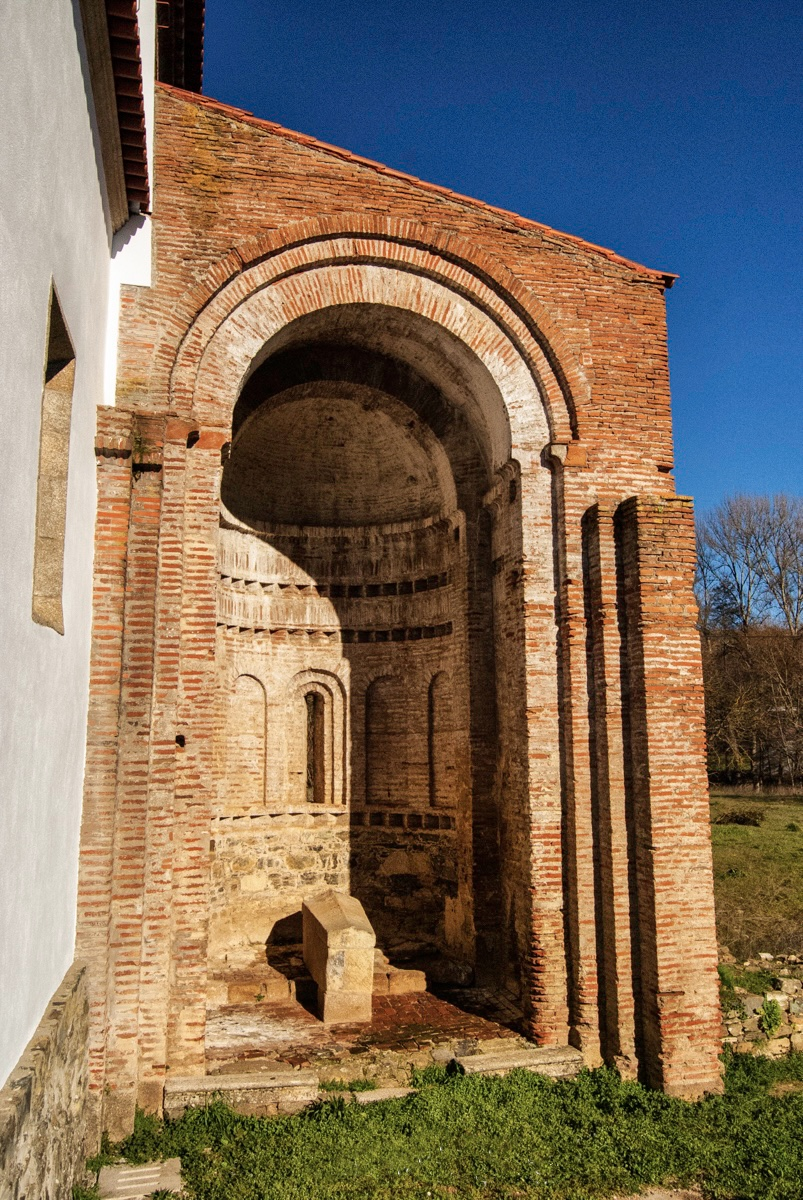
Vista interior de um dos absidíolos